# Jean Baptiste Éblé
Jean Baptiste Éblé (Saint-Jean-Rohrbach, 21 dicembre 1758 – Königsberg, 31 dicembre 1812) è stato un generale e ingegnere francese nel corso delle guerre napoleoniche.
A lui è dato il merito del salvataggio della Grande Armata napoleonica dalla completa distruzione nel 1812.

## Biografia
Éblé nacque a Saint-Jean-Rohrbach, in Mosella.
Come il padre iniziò la carriera militare da artigliere quando si arruolò nel 1793. Fu nominato ufficiale due anni dopo. Grazie ad una rapida carriera servì in Germania settentrionale, e comandò una brigata di artiglieri nella battaglia di Austerlitz del 1805, prima di diventare governatore del Magdeburgo nel 1806 e ministro della guerra per la Vestfalia nel 1808.
L'anno seguente fu assegnato alla Spagna servendo nell'esercito del maresciallo Massena, con cui comandò l'artiglieria francese a Ciudad Rodrigo e Almeida.
Nel 1811 Éblé fu messo al comando dei costruttori olandesi dei ponti di barche (pontonniers) per conto della Grande Armata che Napoleone assemblò nel tentativo di portare a termine la campagna di Russia. Éblé scoprì di aver ereditato un gruppo di disperati, ma in meno di un anno li trasformò in un gruppo addestrato e capace che si sarebbe dimostrato indispensabile. Oltre all'addestramento, Éblé favorì anche lo sviluppo di attrezzi ed equipaggiamento per i suoi uomini. Tra le principali innovazioni vi furono le fucine su vagoni mobili, che potevano produrre velocemente oggetti di metallo.
Durante la disastrosa ritirata da Mosca nel 1812, Napoleone ordinò ad Éblé di distruggere le fucine mobili, in modo da non farle cadere in mano nemica. Éblé fece notare al proprio imperatore che, senza queste fucine, i suoi uomini non sarebbero più stati in grado di svolgere il proprio lavoro, ed il danno per la Grande Armata si sarebbe concretizzato nel restare bloccati tra un fiume invalicabile e gli inseguitori. Napoleone insistette nel volerle far distruggere, ma Éblé non rispettò gli ordini mantenendo pressoché intatto il proprio armamento.
Quando l'esercito giunse di fronte al fiume Beresina si trovò intrappolato, con i russi che stavano accerchiando i francesi e nessun modo per attraversare. Gli uomini di Éblé lavorarono febbrilmente nell'acqua ghiacciata per completare i ponti in tempo, permettendo così all'esercito di fuggire; lui stesso si getto' in acqua per dare l'esempio. Con la strada sulla Beresina aperta, in molti attraversarono il fiume e si salvarono, ma questa campagna fu un duro colpo per la salute di Éblé e dei suoi uomini. Morì a Königsberg poco dopo il ritorno dalla Russia.
Massone, Éblé fu membro della celebre loggia di Bruxelles Les Amis philanthropes.